# Varmahlíð
Varmahlíð är en ort i republiken Island. Den ligger i regionen Norðurland vestra, i den nordvästra delen av landet, 190 km nordost om Reykjavik. Varmahlíð ligger 12 meter över havet och antalet invånare är 128.
Terrängen runt Varmahlíð är varierad.  Trakten runt Varmahlíð är nära nog obefolkad, med mindre än två invånare per kvadratkilometer. Trakten runt Varmahlíð består i huvudsak av gräsmarker.
Trakten ingår i den boreala klimatzonen. Årsmedeltemperaturen i trakten är −1 °C. Den varmaste månaden är juli, då medeltemperaturen är 10 °C, och den kallaste är februari, med −9 °C.